# Epifanio de los Santos Avenue

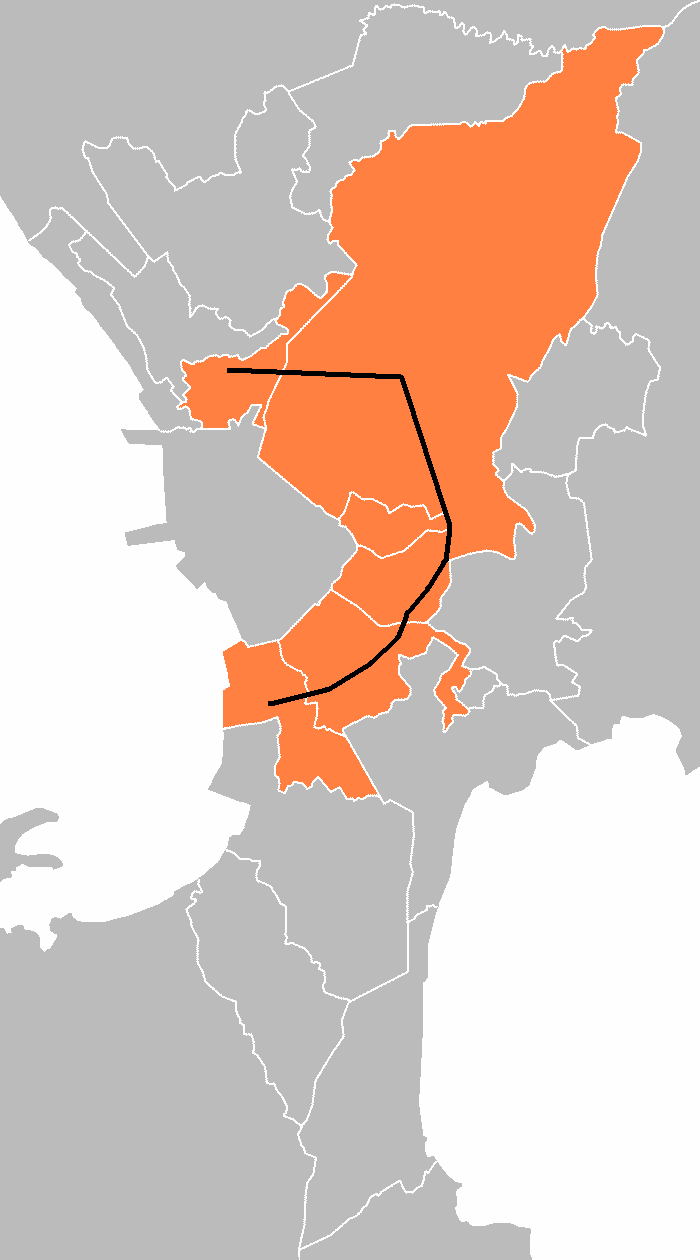
Verlauf der EDSA

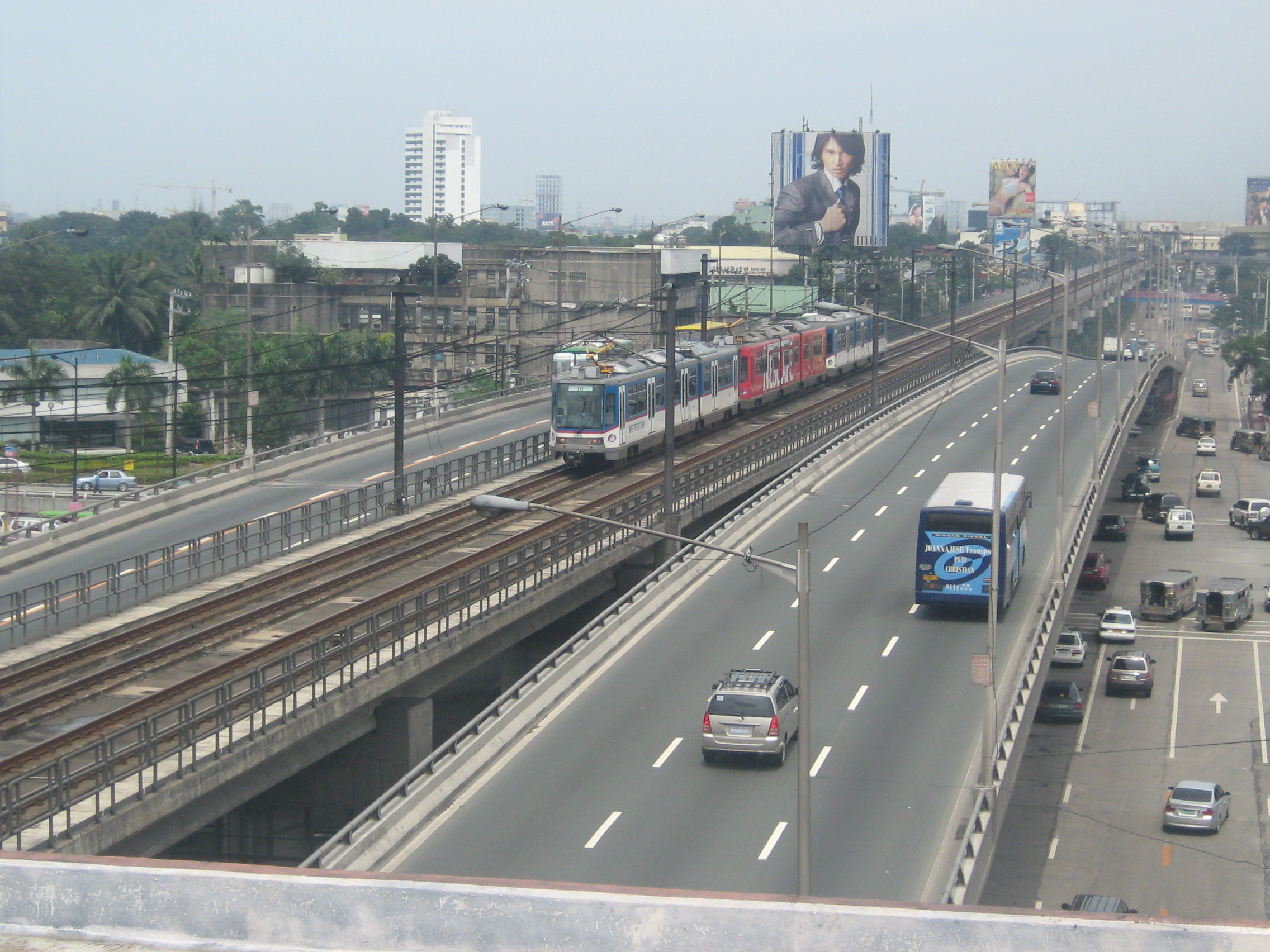
EDSA auf Höhe der Überführung über die Quezon Avenue

Die Epifanio de los Santos Avenue (EDSA) (Filipino: Abenida Epifanio de los Santos) ist eine wichtige Verkehrsader in Metro Manila.
Die größtenteils zehnspurig ausgebaute und früher als Highway 54 bekannte Umgehungsstraße erstreckt sich auf einer Länge von 23,8 km. Sie umschließt den eigentlichen Stadtkern Manilas halbkreisförmig und durchläuft dabei die zu Metro Manila zählenden Städte Pasay, Makati, Mandaluyong, Quezon City und Caloocan. Auf fast der gesamten Länge der EDSA verläuft die Linie 3 des MRT entlang derselben Trasse, zumeist zwischen den beiden Richtungsfahrbahnen.
Das südliche Ende der EDSA in Pasay, genaugenommen deren nachträglich ausgebaute Verlängerung, markiert ein Kreisverkehr vor der Mall of Asia. In Caloocan stellt der Kreisverkehr am Bonifacio Monument das nördliche Ende der EDSA dar.
Gemessen am Verkehrsaufkommen ist die EDSA die wichtigste Verkehrsader im Raum Metro Manila. Auf den verkehrsreichsten Abschnitten im Süden, im Bereich von Makati, werden täglich bis zu 360.000 Fahrzeuge gezählt, wohingegen die Kapazität auf nur 160.000 Fahrzeuge täglich ausgelegt ist. Zu den Hauptverkehrszeiten am frühen Morgen sowie am späten Nachmittag prägen daher Dauerstaus das Bild der EDSA. So dauert eine nur 18 km lange Fahrt von Quezon City nach Makati während dieser Zeit etwa 2,5 Stunden. Als besonders neuralgische Punkte erweisen sich die Bereiche um Bushaltestellen. In einem neuen Anlauf, das Verkehrschaos besser zu regulieren, hat seit September 2015 die Abteilung HPG - Highway Patrol Group der philippinischen Polizei PNP die Verkehrsüberwachung auf der EDSA übernommen.

## Frühere Bezeichnungen
Als die Straße in den 1940er Jahren unter Präsident Manuel Quezon gebaut wurde, erhielt sie zunächst den Namen Junio 19 (19. Juni), nach dem Geburtstag des philippinischen Nationalhelden Jose Rizal. Nach Ende des Zweiten Weltkrieges jedoch, als die Philippinen von den USA besetzt waren, benannten die Amerikaner die Straße um in Highway 54. Diese Bezeichnung blieb bestehen bis ins Jahr 1959, als die Straße dann schließlich ihren heutigen Namen zu Ehren einer bekannten Persönlichkeit erhielt. Epifanio de los Santos (eigentlich Epifanio de los Santos y Cristóbal) war ein philippinischer Historiker, Intellektueller, Literaturkritiker, Jurist und Antiquar. 1925, drei Jahre vor seinem Tod, wurde er zum Direktor des Philippinischen Nationalmuseums und der Nationalbibliothek ernannt.

## Bedeutung in der philippinischen Geschichte
In der jüngeren philippinischen Geschichte spielte die EDSA als Schauplatz von friedlichen Demonstrationen eine Rolle, die zwei philippinische Präsidenten zu Fall brachte. Zum einen die EDSA-Revolution im Jahre 1986 gegen das Regime von Ferdinand Marcos, und die auch als EDSA-II-Revolution bekannt gewordenen Proteste, die schließlich 2001 zum Sturz von Präsident Joseph Estrada führten.